# Campeonato Mundial de Boxeo Aficionado de 1978
El II Campeonato Mundial de Boxeo Aficionado se celebró en Belgrado (Yugoslavia) entre el 6 y el 20 de mayo de 1978 bajo la organización de la Asociación Internacional de Boxeo (AIBA) y la Asociación Yugoslava de Boxeo Aficionado.

## Medallistas
| Evento                | Oro                        | Plata                        | Bronce                                                    |
| --------------------- | -------------------------- | ---------------------------- | --------------------------------------------------------- |
| Minimosca (48 kg)     | Stephen Muchoki Kenia      | Jorge Hernández · Cuba       | Armando Guevara Venezuela Richard Sandoval Estados Unidos |
| Mosca (51 kg)         | Henryk Średnicki · Polonia | Héctor Ramírez · Cuba        | Ishi Koki Japón Alexandr Mijailov URSS                    |
| Gallo (54 kg)         | Adolfo Horta · Cuba        | Fazlija Šaćirović Yugoslavia | Stefan Förster RDA Kim Jung-Chul Corea del Sur            |
| Pluma (57 kg)         | Ángel Herrera · Cuba       | Bratislav Ristić Yugoslavia  | Antonio Esparragoza · Venezuela Roman Gotfryd · Polonia   |
| Ligero (60 kg)        | Davidson Andeh Nigeria     | Vladimir Sorokin URSS        | René Weller RFA Dirk Käsebier RDA                         |
| Superligero (63,5 kg) | Valeri Lvov URSS           | Mehmet Bogujevci Yugoslavia  | Karl-Heinz Krüger RDA Jean-Claude Ruiz Francia            |
| Wélter (67 kg)        | Valeri Rachkov URSS        | Miodrag Perunović Yugoslavia | Roosevelt Green Estados Unidos Ernst Müller RFA           |
| Semimedio (71 kg)     | Viktor Savchenko URSS      | Luis Felipe Martínez · Cuba  | Ilia Iliev · Bulgaria Jerzy Rybicki · Polonia             |
| Medio (75 kg)         | José Gómez · Cuba          | Tarmo Uusivirta · Finlandia  | Ilia Anguelov Bulgaria Slobodan Kačar Yugoslavia          |
| Semipesado (81 kg)    | Sixto Soría · Cuba         | Tadija Kačar Yugoslavia      | Herbert Bauch RDA Nikolai Yerofeyev URSS                  |
| Pesado (+81 kg)       | Teófilo Stevenson · Cuba   | Dragomir Vujković Yugoslavia | Jürgen Fanghänel RDA Carlos Rivera Venezuela              |

## Medallero
| Núm. | País           | Oro | Plata | Bronce | Total |
| ---- | -------------- | --- | ----- | ------ | ----- |
| 1    | Cuba           | 5   | 3     | 0      | 8     |
| 2    | URSS           | 3   | 1     | 2      | 6     |
| 3    | Polonia        | 1   | 0     | 2      | 3     |
| 4    | Kenia          | 1   | 0     | 0      | 1     |
| 4    | Nigeria        | 1   | 0     | 0      | 1     |
| 6    | Yugoslavia     | 0   | 6     | 1      | 7     |
| 7    | Finlandia      | 0   | 1     | 0      | 1     |
| 8    | RDA            | 0   | 0     | 5      | 5     |
| 9    | Venezuela      | 0   | 0     | 3      | 3     |
| 10   | RFA            | 0   | 0     | 2      | 2     |
| 10   | Bulgaria       | 0   | 0     | 2      | 2     |
| 10   | Estados Unidos | 0   | 0     | 2      | 2     |
| 13   | Corea del Sur  | 0   | 0     | 1      | 1     |
| 13   | Francia        | 0   | 0     | 1      | 1     |
| 13   | Japón          | 0   | 0     | 1      | 1     |
|      | TOTAL          | 11  | 11    | 22     | 44    |